# Trulli GP
A Trulli Formula E Team egy svájci Formula–E csapat volt, melynek alapítója a korábbi egyszeres Formula–1-es futamgyőztes Jarno Trulli. Az elektromos autók bajnokságában, a Formula–E-ben versenyeztek. A csapat pilótája Jarno Trulli volt az egész szezon során, valamint Michela Cerruti, Vitantonio Liuzzi és Alex Fontana is részt vettek futamokon 2014-2015-ös szezonban.
A csapat technikai partnere a Drayson Racing Technologies. 2014. július 1-jén bejelentették, hogy a csapattal együttműködik a Super Nova Racing.

## Története

### Az első szezon (2014-15)
A szezon nyitó pekingi kvalifikáción 17. és 18. rajtkockát szerezte meg a csapat két pilótája Michela Cerruti és Jarno Trulli sorrendbe. A rajtnál Jarno Trulli autója nem indult, így ő kiesett, míg csapattársa 1 kör hátrányban a 14. lett. Az Uruguayban megrendezett versenyen az időmérő edzésen Trulli a 7., míg Cerruti a 17. legjobb időt érte el. A versenyen Trulli a negyedik hellyel hozta az első pontokat saját csapatának. Miamiban a csapat Michela Cerruti helyére az egykori Formula–1-es pilóta Vitantonio Liuzzit szerződtette le. Liuzzi rögtön az időmérőn a 12. időt érte el, amivel megverte csapattársát aki csak a 15. lett. A versenyen 15. és 16. helyen végeztek fordított sorrendben mint a kvalifikáción.

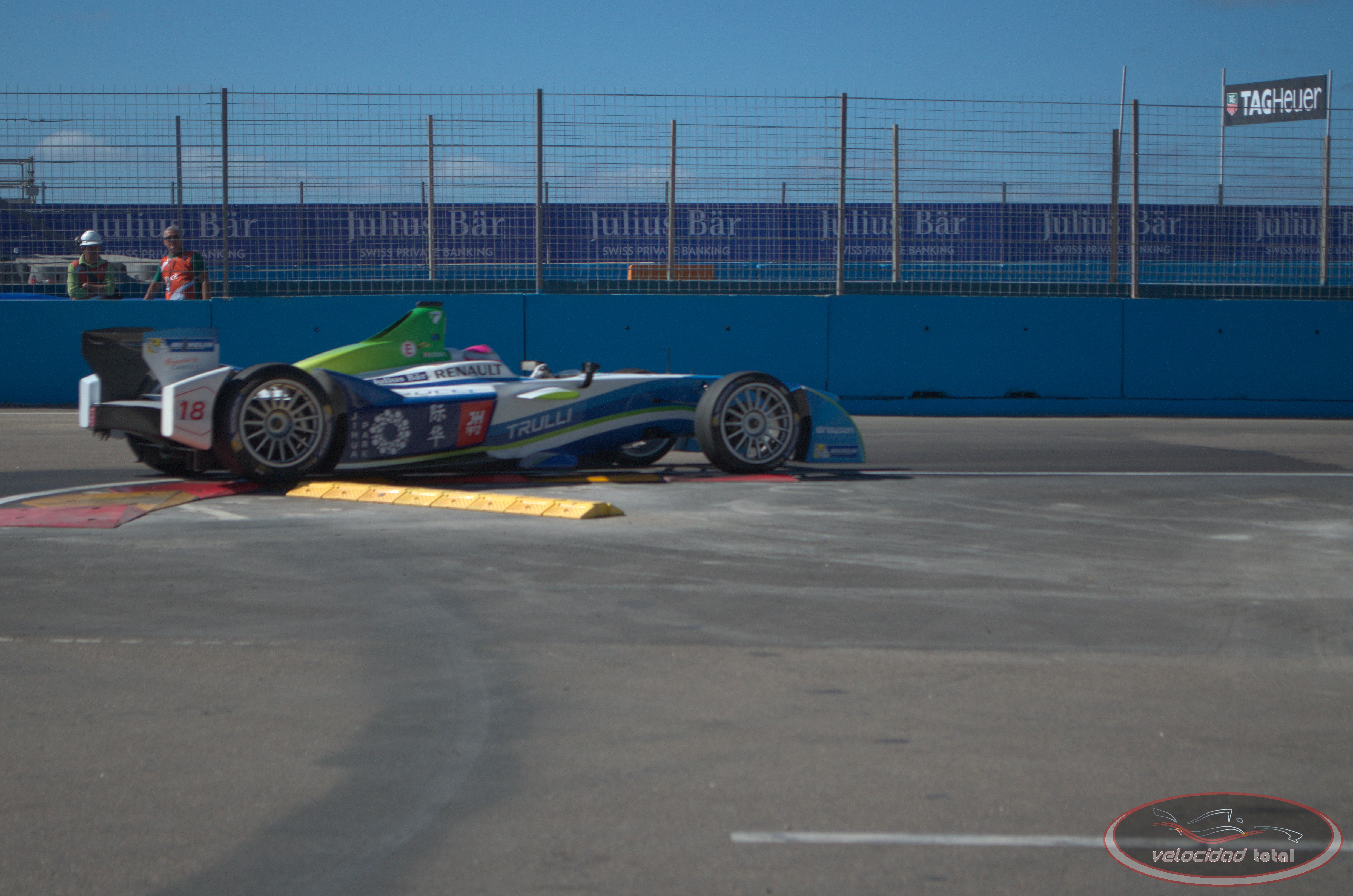
Jarno Trulli Uruguayban a Trulli GP volánja mögött.

Berlin városában Trulli megszerezte a pole pozíciót, míg csapattársa csak a 11. legjobb időt érte el. A rajtot követően Jarno Trulli még jól jött el, megtartotta első helyét az 1-es kanyarban, a következő előtt azonban elfékezte magát, szélesen fordult, a mögötte lesben álló Lucas di Grassinak pedig nem is kellett több, azonnal betette mellé az Audi Sport Abt autóját és az élre állt. A rajt nagy nyertese Vitantonio Liuzzi volt, aki öt pozíciót javítva a hatodik helyre zárkózott fel. Trulli egy ideig tartotta magát a második helyen, di Grassi azonban hatalmas léptekkel húzott el tőle, körönként több mint egy másodpercet adva neki. Az állóvizet a hatodik körben a Trulli mögött haladó Buemi zavarta meg, aki a FanBoost egyik birtokosaként ekkor élt is az extra teljesítménnyel, ennek segítségével pedig ő is elment az olasz mellett belülről a 12-es kanyarban. A következő körben pedig Heidfeld és d’Ambrosio is megelőzte az olaszt, aki így honfi- és csapattársa elé került, de nem sokkal később Liuzzi is letudta őt. Trulli a hatodik helyen haladt ekkor, de nem sokáig, mert sorra haladtak el mellette a többiek, 9. helyre esett vissza a 9. körben. Egy körrel később már Vergne és Bird is megelőzte őt. Trulli az utolsó körben kiállt a boxba, feladta a futamot.
A londoni dupla futamos versenyhétvége előtt ismét pilótát cserélt a csapat. Mégpedig Alex Fontana lesz Jarno Trulli csapattársa, miután Vitantonio Liuzzinak a brazil túraautó bajnokságban volt szereplése. Jarno Trulli Moszkvából magával hozott egy 5 rajthelyes büntetést, aminek köszönhetően a 15. helyről az utolsó, 20. helyre rangsorolták vissza az időmérő edzés végén. Újonc csapattársa így a 19. helyről eggyel előrébb került a rajtrácson. A versenyen az olasz 15. lett, míg Fontana kiesett. A második verseny időmérő edzésén Fontana 9., Jarno Trulli 10. lett. A rajt után nem sokkal Fontana nagyon sokat bukott, 10 helyet. Jamamoto a hetedik körben megmászta Trullit, elnézte a féktávot, és összetörte az Amlin autóját a 2-es és 3-as kanyar között. A törmelékek miatt nem hívták be a biztonsági autót, a pályabírók gyorsan dolgoztak. Ezek után a csapatnak már csak egy autója maradt versenyben, amivel Fontana 14. helyen végzett.

### 2015-16
A tavalyi szezon után Jarno Trulli visszavonult a versenyzéstől és háttérben irányította saját csapatát. Két versenyzőjük az előző szezonban beugró Vitantonio Liuzzi, valamint az Andretti Formula E csapatából érkező mexikói Salvador Durán lett, emellett pedig új hajtásláncgyártóval is leszerződött a csapat az olasz Motomatica személyében. A Motomatica hajtáslánca azonban tartósan megbízhatatlannak és veszélyesnek bizonyult a privát teszteken, Liuzzi azt állította, hogy az autó "még egy métert sem tudott megtenni a garázsból" az állandó meghibásodások miatt, és egy ponton áramütés is érte őt, ezután hamar szerződést bontott a Trulli GP a Motomaticával és visszatért az Aguri hajtásláncaihoz.
A nehézségek a csapat körül folytatódtak, amikor magánúton próbálták az alkatrészeket eljuttatni a pekingi szezonnyitóra, de fennakadtak a vámon több alkalommal is, ezért visszaléptek a hétvégétől. November 6-án váratlanul szerződést bontottak Salvador Duránnal, a hivatalos indoklás szerint szerződésszegés miatt, így az eredetileg visszavonult Jarno Trulli lett Liuzzi csapattársa. A szezon második futamára, a malajziai Putrajayába sem jutott el az istálló, mert a műszaki átvételig sem jutott el a két autó. December 15-én a Trulli GP hivatalosan visszalépett a Formula-E további küzdelmeitől.

## Teljes Formula–E-es eredménysorozata
| Év      | Modell                 | Gumi | No. | Versenyzők        | 1   | 2   | 3   | 4   | 5   | 6   | 7   | 8   | 9   | 10  | 11  | Pont | Helyezés |
| ------- | ---------------------- | ---- | --- | ----------------- | --- | --- | --- | --- | --- | --- | --- | --- | --- | --- | --- | ---- | -------- |
| 2014–15 | Spark-Renault SRT 01E  | M    |     |                   | BEI | PUT | PDE | BUE | MIA | LBH | MON | BER | MOS | LON | LON | 17   | 10.      |
| 2014–15 | Spark-Renault SRT 01E  | M    | 2   | Jarno Trulli      | Ki  | 17  | 4   | Ki  | 15  | Ki  | 11  | 19† | 18  | 16  | Ki  | 17   | 10.      |
| 2014–15 | Spark-Renault SRT 01E  | M    | 18  | Michela Cerruti   | 14  | Ki  | 12  | Ki  |     |     |     |     |     |     |     | 17   | 10.      |
| 2014–15 | Spark-Renault SRT 01E  | M    | 18  | Vitantonio Liuzzi |     |     |     |     | 16  | 13  | NC  | 9   | 17  |     |     | 17   | 10.      |
| 2014–15 | Spark-Renault SRT 01E  | M    | 18  | Alex Fontana      |     |     |     |     |     |     |     |     |     | Ki  | 14  | 17   | 10.      |
| 2015–16 | Spark-Motomatica JT-01 | M    |     |                   | BEI | PUT | PDE | BUE | TBA | LBH | PAR | BER | MOS | LON | LON | 0    | 10.      |
| 2015–16 | Spark-Motomatica JT-01 | M    | 10  | Vitantonio Liuzzi | ni  | ni  | -   | -   | -   | -   | -   | -   | -   | -   | -   | 0    | 10.      |
| 2015–16 | Spark-Motomatica JT-01 | M    | 18  | Salvador Durán    | ni  | -   | -   | -   | -   | -   | -   | -   | -   | -   | -   | 0    | 10.      |
| 2015–16 | Spark-Motomatica JT-01 | M    | 18  | Jarno Trulli      | -   | ni  | -   | -   | -   | -   | -   | -   | -   | -   | -   | 0    | 10.      |

† FanBoost